# 王士譽
王士誉，字永叔，號马石，湖广常德府桃源县人。明末政治人物。

## 生平
万历四十三年（1615年）乙卯科舉人，天启五年（1625年）乙丑科进士。授江西临川县知县，七年本省同考，调福建建安县。崇祯十七年（1644年）任浙江湖州府知府。弘光元年（清顺治二年，1645年）五月，清军入南京，安宗朝廷覆亡。六月初，进攻湖州；王士誉逃遁，推官冯汝缙献城，升知府。

## 家族
父王衮，明万历二十二年（1594年）甲午举人，授西充知县，再补兴济，升庆远知府。以平土官功，晋江左道副使。